# Muiñeira

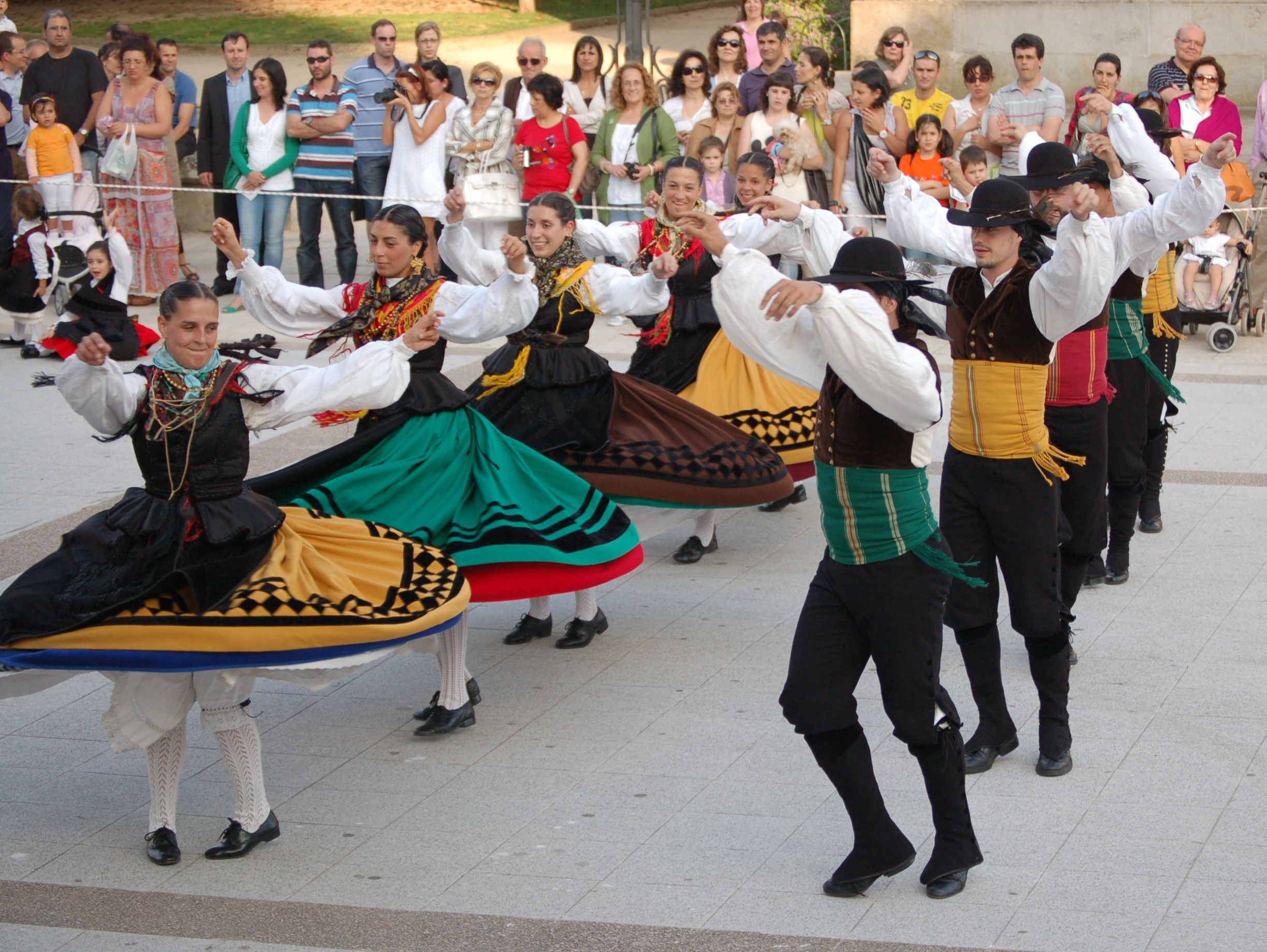
Exemple de cette danse traditionnelle

La muiñeira (meunière en galicien) est une danse traditionnelle des communautés autonomes espagnoles de Galice et des Asturies qui se danse avec un accompagnement de gaita, de percussions et parfois de "conchas", des coquillages que l'on frotte l'un contre l'autre. 
Bien que les références documentaires antérieures au XVIe siècle ne soient pas claires, certains prétendent que son origine remonte aux différentes fêtes et coutumes traditionnelles des civilisations qui peuplaient la Galice et les Asturies tout au long de l'histoire. Actuellement elle est surtout une danse instrumentale qui, comme la sardane, maintient un rythme 6/8, le même que la gigue irlandaise, avec laquelle elle a quelques similitudes. Il semble qu'elle en ait davantage avec la tarentelle italienne. En effet, des musicologues galiciens et italiens étudient le possible "lien génétique" entre la muiñeira galicienne à la tarentelle italienne dont l'origine pourrait être liée aux deux cultures.